# Camposanto (Italia)
Camposanto es una comuna italiana situada en la provincia de Módena, a su vez perteneciente a la región Emilia-Romaña. Con una población de 3.049 (datos de 2001) y una extensión de 22 km², tiene una densidad de población de 139 hab./km²
Se puede acceder por tren utilizando la estación Camposanto de la línea ferroviaria Bolonia-Brennero.
El 20 de mayo de 2012 sufrió un terremoto de 6,0 grados en la escala Richter, que dejó 7 muertos.

## Demografía
| Gráfica de evolución demográfica de Camposanto entre 1861 y 2001 |
|                                                                  |
| Fuente ISTAT - elaboración gráfica de Wikipedia                  |